# Хендерсон, Джим (бейсболист)
Джеймс Даффи Хендерсон (англ. James Duffy Henderson; 21 октября 1982, Калгари, Альберта) — канадский бейсболист и тренер. Играл на позиции питчера. Выступал в Главной лиге бейсбола с 2012 по 2016 год. С 2022 года работает тренером буллпена в клубе «Милуоки Брюэрс». Выступал за национальную сборную Канады, бронзовый призёр Кубка мира и чемпион Панамериканских игр 2011 года. Участник Мировой бейсбольной классики 2013 и 2017 годов.

## Биография
Джим Хендерсон родился 21 октября 1982 года в Калгари. Сын Нила и Мэрилин Хендерсонов. Его отец страдал от болезни Лу Герига и умер, когда Джим был подростком. В бейсбол он начал играть в возрасте тринадцати лет в любительской команде «Окотокс Догз», созданной местными поклонниками игры. Окончив школу Сентрал Мемориал, Хендерсон переехал в США. В течение двух лет он учился и выступал за команду Мидленд-колледжа в Техасе, затем поступил в Уэслианский университет Теннесси. В бейсбольном турнире NAIA Хендерсон играл на позициях питчера и аутфилдера. Его признавали лучшим питчером и игроком года в Аппалачской спортивной конференции. На драфте Главной лиги бейсбола 2003 года его в 26-м раунде выбрал клуб «Монреаль Экспос».
Подписав контракт, Хендерсон начал выступления в фарм-системе «Экспос», затем переехавших и сменивших название на «Вашингтон Нэшионалс». После окончания сезона 2006 года во время драфта по правилу №5 его выбрал клуб «Чикаго Кабс». На этом этапе карьеры он неоднократно получал травмы. В 2008 году проблемы с плечом не позволили ему сыграть за «Кабс» в Главной лиге бейсбола. Из-за этих же проблем Хендерсон начал играть реливером — меньшая нагрузка позволяла ему стабильно бросать фастбол скоростью до 97 миль в час.
В 2009 году он перешёл в систему клуба «Милуоки Брюэрс», где его рассматривали как наставника для молодых игроков. В течение четырёх лет Хендерсон играл за фарм-команды «Брюэрс» различных уровней. В 2011 году в составе команды Канады он стал победителем Панамериканских игр. В начале сезона 2012 года он провёл 35 игр в составе «Нэшвилл Саундс» на уровне AAA-лиги, сделав 15 сейвов при показателе пропускаемости 1,69. После этого он был вызван в основной состав клуба и дебютировал в Главной лиге бейсбола. За «Брюэрс» Хендерсон сыграл 36 матчей с ERA 3,52, закрепившись в буллпене команды. Весной 2013 года его включили в состав сборной Канады на игры Мировой бейсбольной классики.
За «Брюэрс» Хендерсон выступал с 2012 по 2014 год, проведя 111 матчей. Лучшим для него стал сезон 2013 года, по ходу которого он выполнял обязанности клоузера и в 61 игре сделал 28 сейвов при показателе пропускаемости 2,70. В 2014 году он перенёс операцию на плече, после которой провёл ещё один сезон в фарм-системе «Милуоки», а затем покинул клуб как свободный агент. В декабре 2015 года Хендерсон подписал контракт с «Нью-Йорк Метс». В регулярном чемпионате 2016 года он сыграл в 44 матчах с показателем ERA 4,11. В феврале 2017 года его включили в состав сборной на Мировую бейсбольную классику.
В 2017 году Хендерсон неудачно пробовал пробиться в состав «Чикаго Кабс», затем тренировался самостоятельно и в межсезонье играл в зимней Венесуэльской лиге в команде «Агилас де Сулия». Не сумев возобновить карьеру игрока, он начал работать тренером. С 2018 по 2021 год Хендерсон готовил питчеров в различных командах фарм-системы «Брюэрс». В январе 2022 года он сменил уволившегося Стива Карсея на должности тренера буллпена «Милуоки».